# サターン主演男優賞
サターン主演男優賞（サターンしゅえんだんゆうしょう、Saturn Award for Best Actor）は、サターン賞の部門の一つ。映画部門は第3回（1975年度）より、テレビ部門は第23回（1996年度）より設置された。
以下は受賞者一覧。

## 各年の結果

### 映画
第5回のみ、ジャンル別に3部門に細分化された。

#### 1970年代
- 1975年度（第3回）：ジェームズ・カーン 『ローラーボール』、ドン・ジョンソン 『少年と犬』
- 1976年度（第4回）：デヴィッド・ボウイ 『地球に落ちて来た男』
- 1977年度（第5回）：
  - ホラー：マーティン・シーン 『白い家の少女』
  - SF：マーク・ハミル 『スター・ウォーズ エピソード4/新たなる希望』
  - ファンタジー：ジョージ・バーンズ 『オー!ゴッド』
- 1978年度（第6回）：ウォーレン・ベイティ 『天国から来たチャンピオン』
- 1979年度（第7回）：ジョージ・ハミルトン 『ドラキュラ都へ行く』

#### 1980年代
- 1980年度（第8回）：マーク・ハミル 『スター・ウォーズ エピソード5/帝国の逆襲』
- 1981年度（第9回）：ハリソン・フォード 『レイダース/失われたアーク《聖櫃》』
- 1982年度（第10回）：ウィリアム・シャトナー 『スタートレックII カーンの逆襲』
- 1983年度（第11回）：マーク・ハミル 『スター・ウォーズ エピソード6/ジェダイの帰還』
- 1984年度（第12回）：ジェフ・ブリッジス 『スターマン/愛・宇宙はるかに』
- 1985年度（第13回）：マイケル・J・フォックス 『バック・トゥ・ザ・フューチャー』
- 1986年度（第14回）：ジェフ・ゴールドブラム 『ザ・フライ』
- 1987年度（第15回）：ジャック・ニコルソン 『イーストウィックの魔女たち』
- 1988年度（第16回）：トム・ハンクス 『ビッグ』
- 1989・90年度（第17回）：ジェフ・ダニエルズ 『アラクノフォビア』

#### 1990年代
- 1991年度（第18回）：アンソニー・ホプキンス 『羊たちの沈黙』
- 1992年度（第19回）：ゲイリー・オールドマン 『ドラキュラ』
- 1993年度（第20回）：ロバート・ダウニー・Jr 『愛が微笑む時』
- 1994年度（第21回）：マーティン・ランドー 『エド・ウッド』
- 1995年度（第22回）：ジョージ・クルーニー 『フロム・ダスク・ティル・ドーン』
- 1996年度（第23回）：エディ・マーフィ 『ナッティ・プロフェッサー クランプ教授の場合』
- 1997年度（第24回）：ピアース・ブロスナン 『007 トゥモロー・ネバー・ダイ』
- 1998年度（第25回）：ジェームズ・ウッズ 『ヴァンパイア/最期の聖戦』
- 1999年度（第26回）：ティム・アレン 『ギャラクシー・クエスト』

#### 2000年代
- 2000年度（第27回）：ヒュー・ジャックマン 『 X-メン』
- 2001年度（第28回）：トム・クルーズ 『バニラ・スカイ』
- 2002年度（第29回）：ロビン・ウィリアムズ 『ストーカー』
- 2003年度（第30回）：イライジャ・ウッド 『ロード・オブ・ザ・リング/王の帰還』
- 2004年度（第31回）：トビー・マグワイア 『スパイダーマン2』
- 2005年度（第32回）：クリスチャン・ベール 『バットマン ビギンズ』
- 2006年度（第33回）：ブランドン・ラウス  『スーパーマン リターンズ』
- 2007年度（第34回）：ウィル・スミス 『アイ・アム・レジェンド』
- 2008年度（第35回）：ロバート・ダウニー・Jr 『アイアンマン』
- 2009年度（第36回）：サム・ワーシントン 『アバター』

#### 2010年代
- 2010年度（第37回）：ジェフ・ブリッジス 『トロン: レガシー』
- 2011年度（第38回）：マイケル・シャノン 『テイク・シェルター』
- 2012年度（第39回）：マシュー・マコノヒー 『キラー・スナイパー』
- 2013年度（第40回）：ロバート・ダウニー・Jr 『アイアンマン3』
- 2014年度（第41回）：クリス・プラット 『ガーディアンズ・オブ・ギャラクシー』
- 2015年度（第42回）：ハリソン・フォード 『スター・ウォーズ/フォースの覚醒』